# Llista de monuments d'Aiguafreda
Llista de monuments d'Aiguafreda inclosos en l'Inventari del Patrimoni Arquitectònic Català per al municipi d'Aiguafreda (Osona). Inclou els inscrits en el Registre de Béns Culturals d'Interès Nacional (BCIN) amb la classificació de monuments històrics i els Béns Culturals d'Interès Local (BCIL) de caràcter arquitectònic.
| Monument                                                            | Protecció   | Estil/època                   | Localització                                        | Coordenades                                          | Codi?         | Imatge |
| ------------------------------------------------------------------- | ----------- | ----------------------------- | --------------------------------------------------- | ---------------------------------------------------- | ------------- | --- |
| Castell de Cruïlles                                                 | BCIN 456-MH | XIV-XV                        | Aiguafreda                                          | 41° 46′ 49″ N, 2° 15′ 21″ E / 41.780388°N,2.255832°E | RI-51-0005170 | Castell de Cruïlles (Aiguafreda) · Vegeu més fotos d'aquest monument · Carregueu una nova foto d'aquest monument                                          |
| Església parroquial de Santa Maria d'Aiguafreda                     |             | Darreres tendències XX Mitjan | Aiguafreda Ctra. de Barcelona                       | 41° 46′ 06″ N, 2° 15′ 01″ E / 41.76834°N,2.25023°E   | IPA-28305     | Església parroquial de Santa Maria d'Aiguafreda · Vegeu més fotos d'aquest monument · Carregueu una nova foto d'aquest monument                           |
| Plaça Major                                                         |             | Obra popular XVII-XX          | Aiguafreda Pl. Major                                | 41° 46′ 05″ N, 2° 15′ 02″ E / 41.76797°N,2.25054°E   | IPA-28306     | Plaça Major (Aiguafreda) · Vegeu més fotos d'aquest monument · Carregueu una nova foto d'aquest monument                                                  |
| Carrer de la Móra                                                   |             | Obra popular XVII-XX          | Aiguafreda C. de la Mora                            | 41° 46′ 04″ N, 2° 15′ 03″ E / 41.76777°N,2.25093°E   | IPA-28307     | Carrer de la Móra (Aiguafreda) · Vegeu més fotos d'aquest monument · Carregueu una nova foto d'aquest monument                                            |
| Convent de les Missioneres de la Sagrada Família de Natzaret        |             | Eclecticisme XIX Final        | Aiguafreda C. Major, 27                             | 41° 46′ 07″ N, 2° 14′ 57″ E / 41.76871°N,2.24906°E   | IPA-28308     | Convent de les Missioneres de la Sagrada Família de Natzaret (Aiguafreda) · Vegeu més fotos d'aquest monument · Carregueu una nova foto d'aquest monument |
| Escoles públiques d'Aiguafreda                                      |             | Noucentisme XX Mitjan         | Aiguafreda C. Salvador Dachs, 6 - pg. Catalunya     | 41° 46′ 05″ N, 2° 15′ 09″ E / 41.76817°N,2.25246°E   | IPA-28309     | Escoles públiques d'Aiguafreda · Vegeu més fotos d'aquest monument · Carregueu una nova foto d'aquest monument                                            |
| Habitatge al passeig de Catalunya, 46                               |             | Noucentisme XX Mitjan         | Aiguafreda Passeig, 46                              | 41° 46′ 09″ N, 2° 15′ 05″ E / 41.7691°N,2.25151°E    | IPA-28311     | Habitatge al Passeig, 46 (Aiguafreda) · Vegeu més fotos d'aquest monument · Carregueu una nova foto d'aquest monument                                     |
| Habitatge a la carretera N-152, 44 o Carretera de Ribes, 44         |             | Noucentisme XX Mitjan         | Aiguafreda Ctra. N-152, 44                          | 41° 46′ 07″ N, 2° 15′ 02″ E / 41.76868°N,2.25058°E   | IPA-28312     | Habitatge a la carretera N-152, 44 (Aiguafreda) · Vegeu més fotos d'aquest monument · Carregueu una nova foto d'aquest monument                           |
| Torre Viader                                                        |             | Noucentisme XX Inici          | Aiguafreda C. del Pont, 38                          | 41° 45′ 58″ N, 2° 15′ 07″ E / 41.76609°N,2.25192°E   | IPA-28313     | Torre Viader (Aiguafreda) · Vegeu més fotos d'aquest monument · Carregueu una nova foto d'aquest monument                                                 |
| Habitatge a la Carretera de Barcelona, 21                           |             | Eclecticisme XX Inici         | Aiguafreda Ctra. de Barcelona, 21                   | 41° 46′ 01″ N, 2° 15′ 06″ E / 41.76703°N,2.25166°E   | IPA-28315     | Habitatge a la carretera de Barcelona, 21 (Aiguafreda) · Vegeu més fotos d'aquest monument · Carregueu una nova foto d'aquest monument                    |
| Rectoria                                                            |             | Eclecticisme XIX              | Aiguafreda C. del Pont, 13                          | 41° 46′ 02″ N, 2° 15′ 04″ E / 41.76727°N,2.2511°E    | IPA-28317     | Rectoria (Aiguafreda) · Vegeu més fotos d'aquest monument · Carregueu una nova foto d'aquest monument                                                     |
| Can Franquesa                                                       |             | Noucentisme XX Inici          | Aiguafreda C. del Pont, 22                          | 41° 46′ 00″ N, 2° 15′ 05″ E / 41.76656°N,2.2515°E    | IPA-28318     | Can Franquesa (Aiguafreda) · Vegeu més fotos d'aquest monument · Carregueu una nova foto d'aquest monument                                                |
| Can Fontdevila                                                      |             | Noucentisme XX Inici          | Aiguafreda C. Sant Ramon, 1                         | 41° 45′ 55″ N, 2° 15′ 10″ E / 41.76541°N,2.25285°E   | IPA-28319     | Can Fontdevila (Aiguafreda) · Vegeu més fotos d'aquest monument · Carregueu una nova foto d'aquest monument                                               |
| Casal Sant Jordi (Aiguafreda), Can Galí                             |             | Noucentisme XX Inici          | Aiguafreda Ctra. de Barcelona                       | 41° 46′ 02″ N, 2° 15′ 07″ E / 41.76714°N,2.25197°E   | IPA-28320     | Casal Sant Jordi (Aiguafreda) · Vegeu més fotos d'aquest monument · Carregueu una nova foto d'aquest monument                                             |
| Carrer Major                                                        |             | Obra popular XVI-XVIII        | Aiguafreda C. Major                                 | 41° 46′ 08″ N, 2° 14′ 57″ E / 41.76881°N,2.2491°E    | IPA-28321     | Carrer Major (Aiguafreda) · Vegeu més fotos d'aquest monument · Carregueu una nova foto d'aquest monument                                                 |
| Can Figueras                                                        |             | Noucentisme XX Inici          | Aiguafreda C. Major, 45                             | 41° 46′ 09″ N, 2° 14′ 55″ E / 41.76916°N,2.24856°E   | IPA-28322     | Can Figueras (Aiguafreda) · Vegeu més fotos d'aquest monument · Carregueu una nova foto d'aquest monument                                                 |
| Torre Bellavista, Can Bellavista                                    |             | Noucentisme XX Inici          | Aiguafreda Pg. de Catalunya, 27                     | 41° 45′ 56″ N, 2° 15′ 11″ E / 41.76551°N,2.25313°E   | IPA-28323     | Torre Bellavista (Aiguafreda) · Vegeu més fotos d'aquest monument · Carregueu una nova foto d'aquest monument                                             |
| Carrer del Pont                                                     |             | Obra popular XVII-XX          | Aiguafreda C. del Pont                              | 41° 46′ 01″ N, 2° 15′ 05″ E / 41.76693°N,2.25131°E   | IPA-28325     | Carrer del Pont (Aiguafreda) · Vegeu més fotos d'aquest monument · Carregueu una nova foto d'aquest monument                                              |
| El Bellit                                                           |             | Obra popular                  | Aiguafreda                                          | 41° 46′ 15″ N, 2° 15′ 01″ E / 41.77096°N,2.25036°E   | IPA-28327     | El Bellit (Aiguafreda) · Vegeu més fotos d'aquest monument · Carregueu una nova foto d'aquest monument                                                    |
| Església de Sant Martí d'Aiguafreda de Dalt, Sant Martí del Congost | BCIL 2009   | Romànic XII, XVII             | Aiguafreda Aiguafreda de Dalt                       | 41° 47′ 19″ N, 2° 15′ 27″ E / 41.78858°N,2.25752°E   | IPA-28329     | Església de Sant Martí d'Aiguafreda de Dalt (Aiguafreda) · Vegeu més fotos d'aquest monument · Carregueu una nova foto d'aquest monument                  |
| Capella de Sant Salvador d'Avencó                                   | BCIL 2021   | Romànic XII                   | Aiguafreda Avencó                                   | 41° 45′ 58″ N, 2° 15′ 51″ E / 41.76609°N,2.2641°E    | IPA-28334     | Capella de Sant Salvador d'Avencó (Aiguafreda) · Vegeu més fotos d'aquest monument · Carregueu una nova foto d'aquest monument                            |
| Capella de Sant Miquel de Canyelles                                 | BCIL 2021   | Romànic XII-XII               | Aiguafreda Amunt rieral de l'Avencó                 | 41° 47′ 12″ N, 2° 17′ 03″ E / 41.78665°N,2.28421°E   | IPA-28335     | Capella de Sant Miquel de Canyelles (Aiguafreda) · Vegeu més fotos d'aquest monument · Carregueu una nova foto d'aquest monument                          |
| Casa de les Missioneres de Natzaret, Convent de la Llobeta          |             | Modernisme XX Inici           | Aiguafreda La Llobeta                               | 41° 46′ 41″ N, 2° 14′ 57″ E / 41.77814°N,2.24905°E   | IPA-28337     | Casa de les Missioneres de Natzaret (Aiguafreda) · Vegeu més fotos d'aquest monument · Carregueu una nova foto d'aquest monument                          |
| La Llobeta                                                          |             | Obra popular                  | Aiguafreda La Llobeta                               | 41° 46′ 38″ N, 2° 14′ 59″ E / 41.77715°N,2.24984°E   | IPA-28338     | La Llobeta (Aiguafreda) · Vegeu més fotos d'aquest monument · Carregueu una nova foto d'aquest monument                                                   |
| Capella de la Llobeta                                               |             | Modernisme XX Inici           | Aiguafreda La Llobeta                               | 41° 46′ 40″ N, 2° 15′ 02″ E / 41.77767°N,2.25054°E   | IPA-28339     | Capella de la Llobeta (Aiguafreda) · Vegeu més fotos d'aquest monument · Carregueu una nova foto d'aquest monument                                        |
| Colònia Llobeta                                                     |             | Eclecticisme XIX Final        | Aiguafreda La Llobeta                               | 41° 46′ 39″ N, 2° 14′ 58″ E / 41.77743°N,2.24934°E   | IPA-28343     | Colònia Llobeta (Aiguafreda) · Vegeu més fotos d'aquest monument · Carregueu una nova foto d'aquest monument                                              |
| Hostal de la Polla                                                  |             | Obra popular XVII             | Aiguafreda Ctra. de Barcelona, km 50, la Llobeta    | 41° 46′ 28″ N, 2° 14′ 51″ E / 41.77431°N,2.2474°E    | IPA-28344     | Hostal de la Polla (Aiguafreda) · Vegeu més fotos d'aquest monument · Carregueu una nova foto d'aquest monument                                           |
| L'Aragall                                                           |             | Obra popular XVII             | Aiguafreda A 2 km del poble                         | 41° 46′ 19″ N, 2° 15′ 31″ E / 41.77206°N,2.25852°E   | IPA-28345     | L'Aragall (Aiguafreda) · Vegeu més fotos d'aquest monument · Carregueu una nova foto d'aquest monument                                                    |
| Casanova d'en Garriga                                               |             | Obra popular                  | Aiguafreda Camí de la riera d'Avencó                | 41° 47′ 07″ N, 2° 17′ 11″ E / 41.78522°N,2.28644°E   | IPA-28346     | Casanova d'en Garriga (Aiguafreda) · Vegeu més fotos d'aquest monument · Carregueu una nova foto d'aquest monument                                        |
| El Brull                                                            |             | Obra popular                  | Aiguafreda                                          | 41° 47′ 28″ N, 2° 16′ 31″ E / 41.79099°N,2.2752°E    | IPA-28347     | El Brull (Aiguafreda) · Vegeu més fotos d'aquest monument · Carregueu una nova foto d'aquest monument                                                     |
| Can Sorts, Can Fortià                                               |             | Obra popular XVIII            | Aiguafreda C. Major, 53                             | 41° 46′ 10″ N, 2° 14′ 53″ E / 41.76954°N,2.24812°E   | IPA-28348     | Can Sorts (Aiguafreda) · Vegeu més fotos d'aquest monument · Carregueu una nova foto d'aquest monument                                                    |
| Pont d'en Pere Curt                                                 |             | Obra popular XIX              | Aiguafreda i Tagamanent, sobre la riera de Picapena | 41° 46′ 14″ N, 2° 16′ 21″ E / 41.77063°N,2.27251°E   | IPA-37044     | Pont d'en Pere Curt (Aiguafreda i Tagamanent) · Vegeu més fotos d'aquest monument · Carregueu una nova foto d'aquest monument                             |
| Pont d'en Picamena                                                  |             | Obra popular XIX              | Aiguafreda Sobre la riera de Picapena               | 41° 47′ 20″ N, 2° 17′ 21″ E / 41.78894°N,2.28921°E   | IPA-37045     | Pont d'en Picamena (Aiguafreda) · Vegeu més fotos d'aquest monument · Carregueu una nova foto d'aquest monument                                           |
| Casa Martín                                                         |             | Darreres tendències XX        | Aiguafreda C. Romaní, Urb. Serrabanda               | 41° 46′ 23″ N, 2° 15′ 08″ E / 41.773032°N,2.252115°E | IPA-46301     | Carregueu una nova foto d'aquest monument |